# Hermedelo
Hermedelo (llamada oficialmente San Martiño de Ermedelo) es una parroquia española del municipio de Rois, en la provincia de La Coruña, Galicia.

## Entidades de población
Entidades de población que forman parte de la parroquia:
- A Casa do Vento
- Albagueira
- Asneiros
- Busto
- Figueiroa
- Martelo
- Moares
- Niñarelle
- O Barreiro
- O Codeso
- Penavide
- Sabacedo

## Demografía
| Gráfica de evolución demográfica de Hermedelo entre 2000 y 2019 |
|                                                                 |
| Datos según el nomenclátor publicado por el INE.                |